# Política do Reino Unido
Formalmente, o Reino Unido é uma monarquia constitucional, com o poder legislativo investido num governo (government) eleito e o poder executivo investido num conselho de ministros (cabinet) liderado pelo primeiro-ministro, cujo poder, embora levado a cabo em nome do monarca, presta contas ao Parlamento e, através deste, ao eleitorado. É governado a partir da sua capital, Londres. O actual monarca e chefe de estado do Reino Unido é o Rei Carlos III do Reino Unido, que subiu ao trono em 2022, após a morte de sua mãe, a Rainha Elizabeth II do Reino Unido, no dia 8 de setembro do referido ano.
O Reino Unido é um estado muito centralizado, com o Parlamento de Westminster, em Londres, a ser responsável pela maioria do poder político do país. Porém, em 1999, foram criados o Parlamento da Escócia e uma Assembleia do País de Gales, com o primeiro a deter poder legislativo primário. A Irlanda do Norte também obteve direito ao auto-governo, através da Assembleia da Irlanda do Norte, como parte do Acordo da Sexta-feira Santa.

## A Coroa

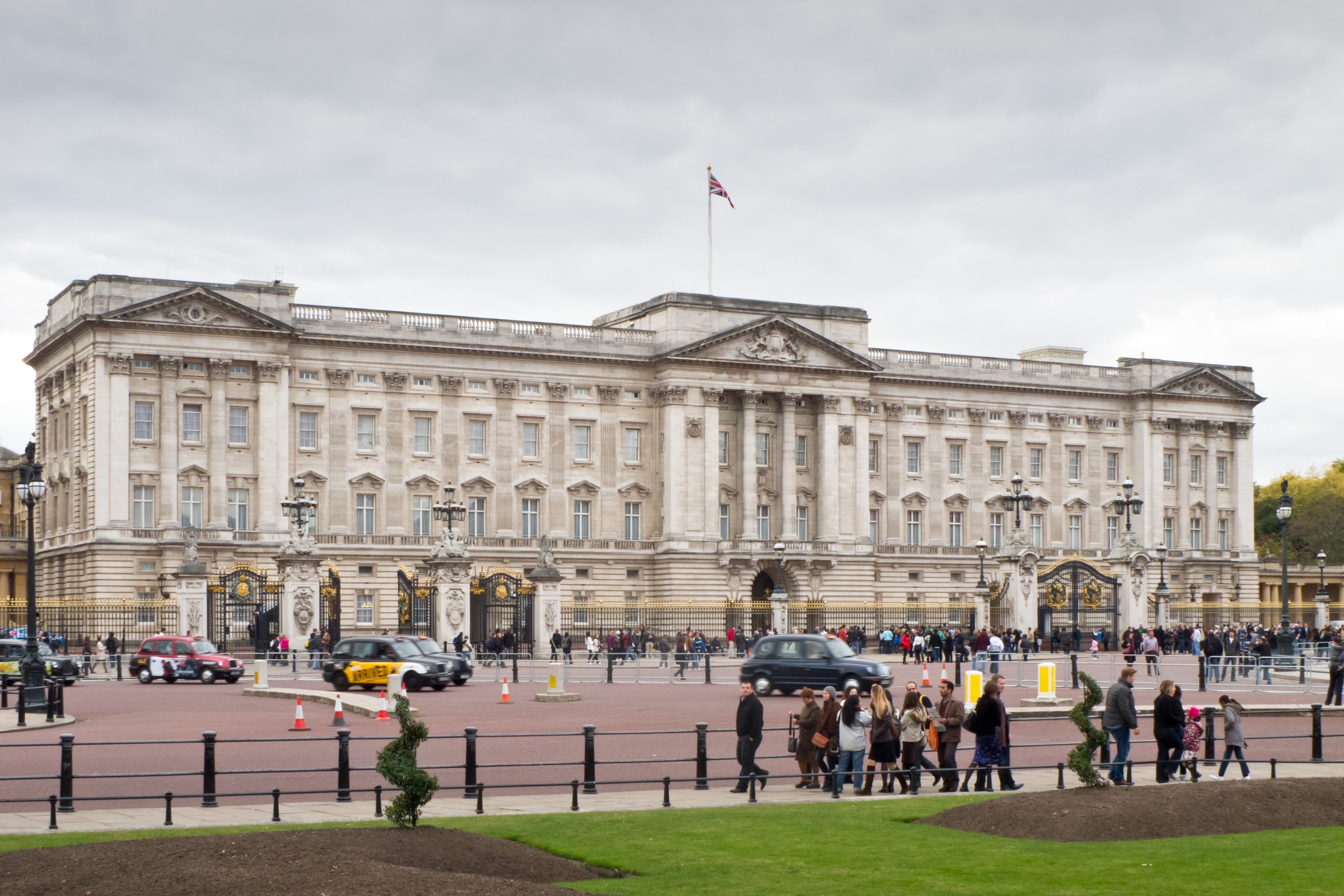
O Palácio de Buckingham, residência oficial do monarca

O Monarca Britânico, atualmente Charles III do Reino Unido, é o chefe de Estado do Reino Unido. Ainda que tome parte do processo político, o monarca é a mais isolada instância do Poder Executivo no país. Os poderes que recaem à Coroa são denominados "Prerrogativa Real" e podem vir a ser aplicados nas mais diversas esferas de atuação: de pequenos atos, como a emissão de passaportes, até manobras significativas, como uma eventual demissão do gabinete. Mas as ações do monarca limitam-se apenas às 'recomendações' do Gabinete que comanda o Parlamento. Tais poderes são delegados ao Monarca em pessoa, tido como o representante da Coroa, e por ele é repassado aos ministros e oficiais da Coroa.
Funcionamento:
1. Os membros da Casa dos Comuns são eleitos pelos cidadãos;
2. Os parlamentares ‘recomendam’ ao soberano o nome de alguns dentre seus membros para que formem um gabinete que irá comandar o reino em seu nome;
3. Todas as decisões são de fato tomadas pelos membros do gabinete (primeiro-ministro e outros) em nome da rei.[3]

A Constituição do Reino Unido, delimita como poderes do Monarca os seguintes:
- Apontar e demitir o Primeiro-ministro;
- Apontar e demitir os Ministros;
- Convocar, suspender e dissolver o Parlamento;
- Garantir ou recusar o Consentimento Real à tributações;
- Comissionar oficiais das Forças Armadas;
- Comandar as Forças Armadas;
- Apontar os membros do Conselho do Rei;
- Emitir e suspender passaportes;
- Conceder indulto;
- Conceder honrarias e condecorações;
- Estabelecer corporações através de Carta Real.

E ainda, como poderes externos:
- Ratificar e celebrar tratados;
- Declarar guerra e paz;
- Estabelecer as Forças Armas no além-mar;
- Reconhecer Estados;
- Conceder credenciais aos diplomatas estrangeiros.

## Poder Executivo

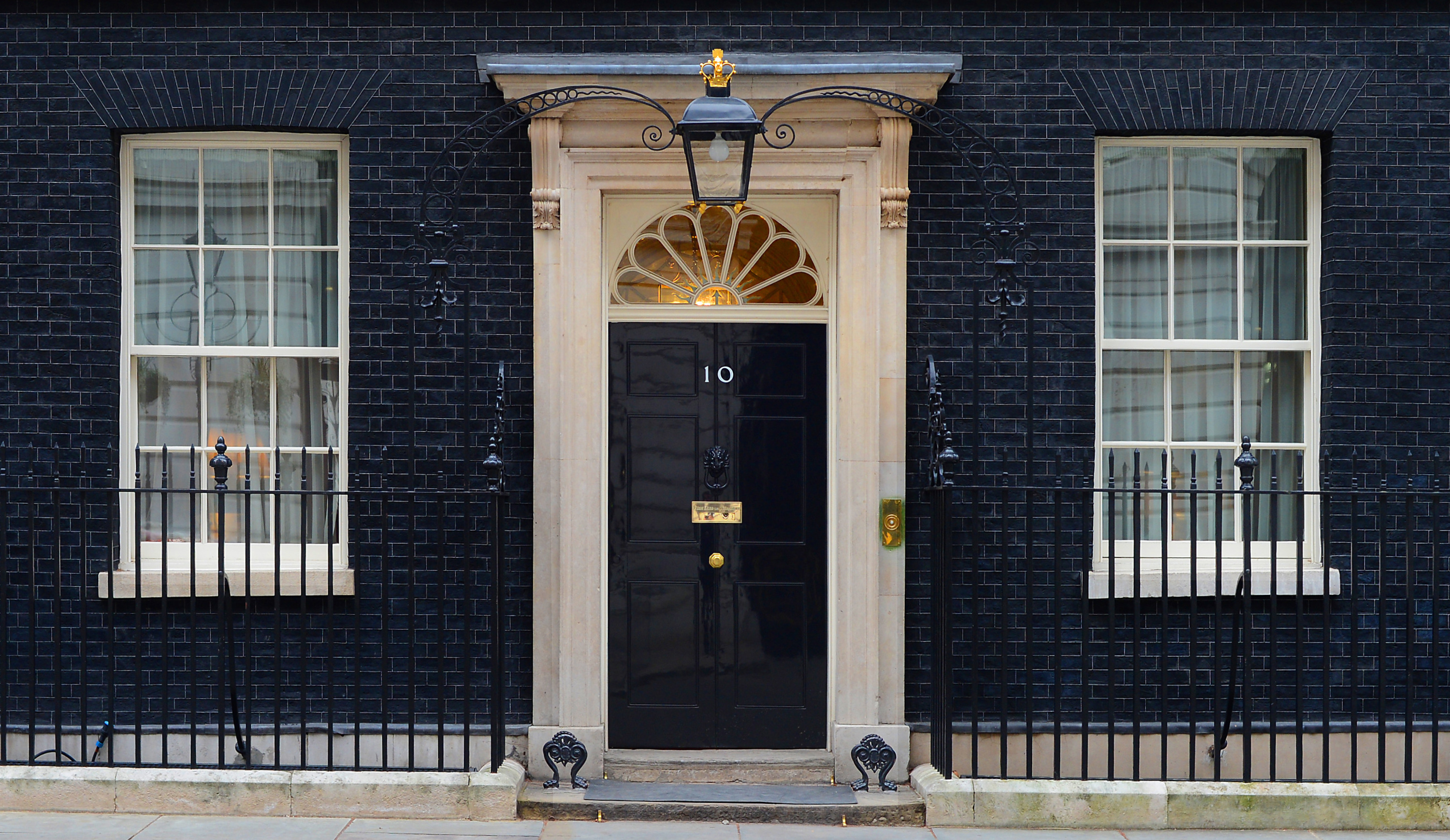
10 Downing Street, residência e gabinete do primeiro-ministro do Reino Unido. O nome do prédio é frequentemente usado como metonímia para o Governo britânico.

O Poder Executivo no Reino Unido é exercido pelo Soberano através do Governo de Sua Majestade em conjunto com demais autoridades nacionais: o Governo Escocês, o Governo do País de Gales e o Executivo da Irlanda do Norte.

### Governo do Reino Unido
O Monarca designa o Primeiro-ministro como chefe do Governo de Sua Majestade no Reino Unido, com o consenso de que este deveria ser igualmente membro da Câmara dos Comuns para, mais facilmente, formar um governo apoiado pela maioria dos parlamentares. Na prática, isto significa que geralmente o líder do partido de maioria na Câmara dos Comuns é apontado para o cargo de Primeiro-ministro. No caso de nenhum partido obter a maioria absoluta, o líder do maior partido é convidado a formar uma coligação. O Primeiro-ministro, então, seleciona outros ministros que constituirão o Governo e atuarão como chefes dos Departamentos de Governo. De acordo com a convenção constitucional, todos os Ministros de Governo são Membros do Parlamento ou constituem a Câmara dos Lordes.
Assim como em grande parte dos sistemas parlamentaristas (especialmente, aqueles baseados no Sistema Westminster), o Executivo deriva do Parlamento e presta-lhe contas. Na prática, membros do Parlamento são controlados pelo chamado "whip", isto é, um oficial parlamentar cuja função é zelar pela lealdade dos demais parlamentares às ideologias partidárias.
O Primeiro-ministro é o principal ministro no Gabinete; responsável por presidir e coordenar os encontros ministeriais, selecionando os componentes dos ministérios e todos os demais cargos do Executivo. Ao Primeiro-ministro cabe também desenvolver/reportar ao Monarca a sua política de governo. Portanto, o Primeiro-ministro é de facto o líder do Governo britânico.

## Poder Legislativo

### Parlamento britânico

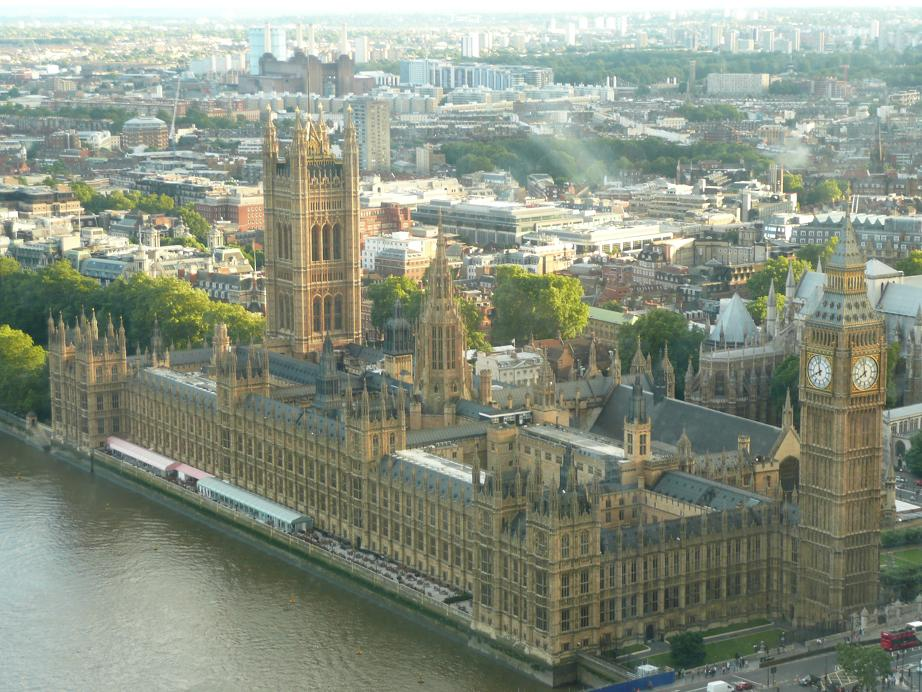
O Palácio de Westminster abriga as Casas do Parlamento. O prédio, erguido no século XIX, é tombado pelo Patrimônio Mundial e é um Listed building.

O Parlamento do Reino Unido é o órgão responsável por conduzir o poder legislativo no país. O Parlamento é bicameral, consistindo da Câmara dos Comuns (como câmara baixa) e da Câmara dos Lordes (como câmara alta). Há ainda, como parlamento adjunto, o Parlamento Escocês e as Assembleia do País de Gales e a Assembleia da Irlanda do Norte.
Câmara dos Comuns
Os países do Reino Unido são divididos em distritos eleitorais de população igual. Cada distrito elege um Membro do Parlamento para a Câmara dos Comuns na eleição geral. Em 2010, havia 650 distritos eleitorais. Nos tempos recentes, todos os primeiros-ministros e líderes da Oposição têm sido eleitos da Câmara dos Comuns, ao invés da Câmara dos Lordes. Alec Douglas-Home recusou seu pariato logo após ser eleito Primeiro-ministro em 1963, e o último Primeiro-ministro oriundo da Câmara dos Lordes antes disso foi o Marquês de Salisbury. Um único partido geralmente tem a maioria no Parlamento, devido ao sistema de eleição maioritária uninominal, que tem sido decisivo em equilibrar o atual sistema bipartidário.

#### Composição atual do Câmara dos Comuns
| Partido | Partido                       | Ideologia             | Espectro        | Mandatos  |
| ------- | ----------------------------- | --------------------- | --------------- | --------- |
|         | Partido Conservador           | Conservadorismo       | Centro-direita  | 316 / 650 |
|         | Partido Trabalhista           | Social-democracia     | Centro-esquerda | 257 / 650 |
|         | Partido Nacional Escocês      | Nacionalismo Escocês  | Centro-esquerda | 35 / 650  |
|         | Liberal Democratas            | Liberalismo           | Centro          | 12 / 650  |
|         | Partido Unionista Democrático | Unionismo             | Direita         | 9 / 650   |
|         | Sinn Féin                     | Nacionalismo Irlandês | Centro-esquerda | 7 / 650   |
|         | Plaid Cymru                   | Nacionalismo Galês    | Centro-esquerda | 4 / 650   |
|         | Partido Verde                 | Ecologismo            | Esquerda        | 4 / 650   |
|         | Independente                  | -                     | -               | 1 / 650   |

Câmara dos Lordes
A Câmara dos Lordes havia sido uma ampla assembleia aristocrática hereditária, além de incluir os pariatos e os chamados Lords Spirituals ("Lordes Espirituais"). Atualmente, em meio a extensas reformas, consiste de dois tipos diferentes de membros: os Lordes Temporais e os Lordes Espirituais. Os Lordes temporais incluem os membros apontados que não possuem direito de hereditariedade e outros 19 pariatos (cujo assento foi herdado de antepassados). Os Lordes Espirituais são os bispos e outros cargos eclesiásticos representando a Igreja de Inglaterra e são em número de 26.
A Câmara dos Lordes tem a função de revisar os projetos passados na Câmara dos Comuns, com o poder de propor emendas e eventualmente vetá-los temporariamente (no período de 12 meses para que seja revista a proposta). Contudo, o uso do poder de veto foi limitado pela convenção de Salisbury e atualmente constam nos Atos do Parlamento de 1911 e 1949. Em 2009, a Suprema Corte assumiu parcialmente o papel de veto que cabia aos Lordes como última instância, de forma a evitar que os projetos de lei não aprovados na primeira revisão atrasassem o ano legislativo.

#### Composição atual da Câmara dos Lordes
| Partido | Partido                                 | Ideologia            | Espectro        | Mandatos  |
| ------- | --------------------------------------- | -------------------- | --------------- | --------- |
|         | Partido Conservador                     | Conservadorismo      | Centro-direita  | 253 / 812 |
|         | Partido Trabalhista                     | Social-democracia    | Centro-esquerda | 201 / 812 |
|         | Cross-benchers                          | -                    | -               | 185 / 812 |
|         | Liberal Democratas                      | Liberalismo          | Centro          | 102 / 812 |
|         | Independente                            | -                    | -               | 36 / 812  |
|         | Bispos                                  | -                    | -               | 25 / 812  |
|         | Partido de Independência do Reino Unido | Populismo de direita | Direita         | 3 / 812   |
|         | Partido Unionista Democrático           | Unionismo            | Direita         | 3 / 812   |
|         | Partido Unionista do Ulster             | Unionismo            | Centro-direita  | 2 / 812   |
|         | Partido Verde                           | Ecologismo           | Esquerda        | 1 / 812   |
|         | Plaid Cymru                             | Nacionalismo Galês   | Centro-esquerda | 1 / 812   |

### Parlamento Escocês

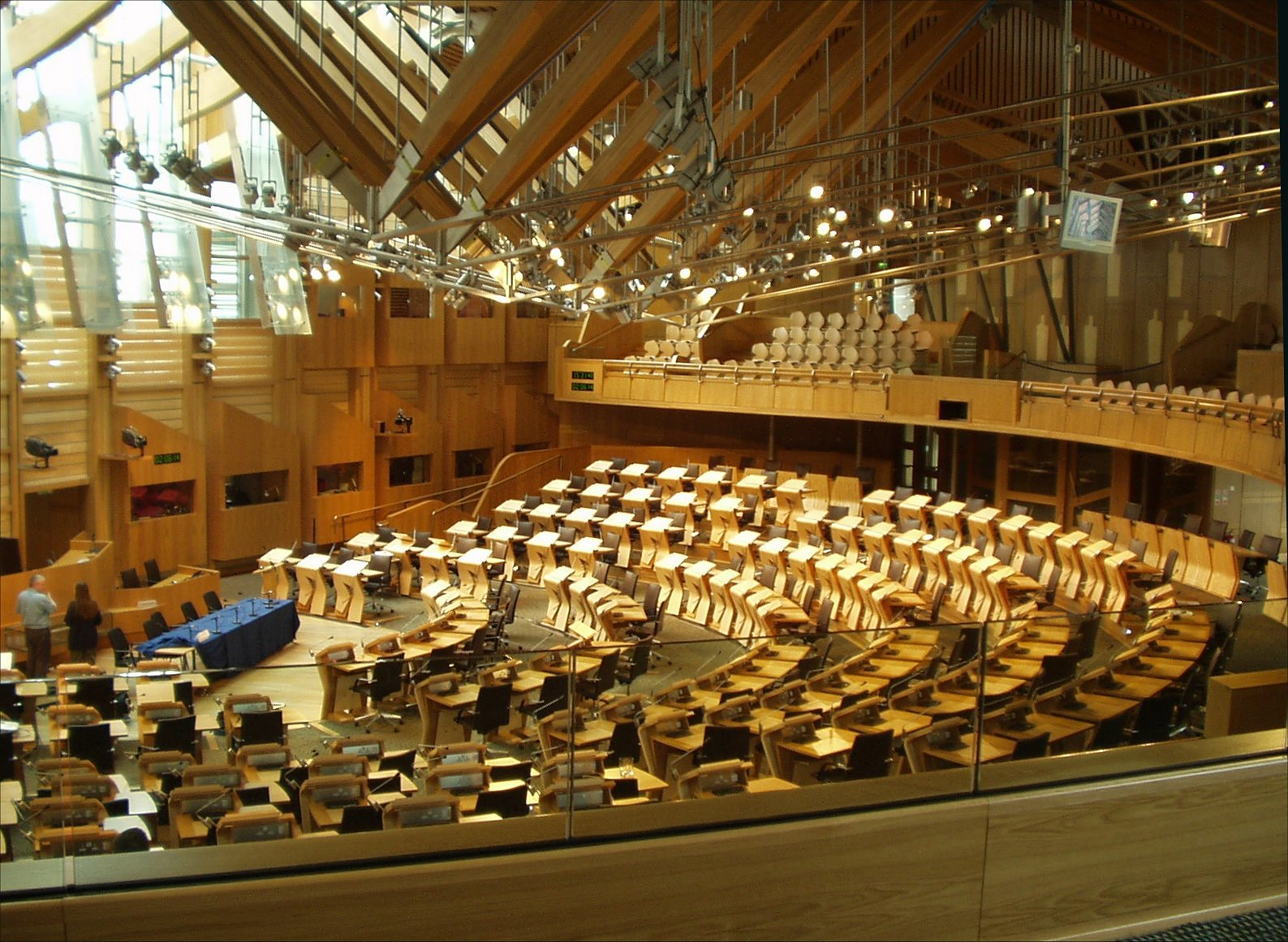
Plenário em hemiciclo do Parlamento Escocês.

O Parlamento Escocês é a legislatura nacional unicameral da Escócia, sediado na cidade de Edimburgo, composto por 129 membros eleitos democraticamente através de representação proporcional para um mandato de quatro anos. O Parlamento, em sua constituição atual, foi estabelecido em 1998 e iniciou seus trabalhos em 1999 na condição de legislatura devolvida. Assim como o Parlamento britânico em geral, possui a função de fiscalizar o Governo Escocês elaborar legislação somente nas esferas de: educação, saúde, agricultura e justiça.

### Assembleia Nacional de Gales
A Assembleia Nacional de Gales é a legislatura devolvida do País de Gales, composta por 60 parlamentares denominados "Membros da Assembleia" (Assembly Members). Os representantes da Assembleia são eleitos para mandato de quatro anos, sendo que 40 destes são eleitos pelo voto distrital e os 20 restantes, através do método de representação proporcional mista. A Assembleia foi instituída em 1998, após um referendo de 1997 que decidiu pela representação própria dos países constituintes do Reino Unido a nível nacional, estando porém separados do Parlamento britânico. A criação da Assembleia extinguiu o Gabinete Galês e a Secretaria de Estado de Gales.

### Assembleia da Irlanda do Norte
O governo da Irlanda do Norte foi estabelecido como resultado dos Acordos da Sexta-Feita Santa de 1998. A Assembleia é unicameral e possui 108 membros eleitos através de voto único transferível, sendo baseada no princípio de divisão de poderes para que ambas as comunidades norte-irlandesas (unionista e nacionalista) participem ativamente do governo. A Assembleia da Irlanda do Norte tem o poder legislador sobre todas as áreas de governo no país (diferentemente do Parlamento escocês) e detém, inclusive, a função de designar o Gabinete de governo.

## Poder Judiciário

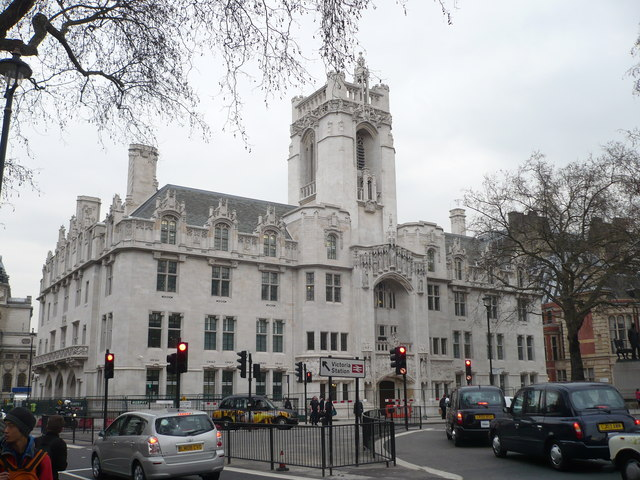
Suprema Corte do Reino Unido

O Reino Unido resultou da unificação de países previamente independentes, cujo Tratado de União conservou a separação do sistema judiciário. Atualmente, há três sistemas jurídicos vigentes no Reino Unido: o Lei inglesa, a norte-irlandesa e a escocesa. Mudanças constitucionais recentes ampliaram as funções da Suprema Corte, que agora passa a tratar de algumas questões da Câmara dos Lordes. O Comitê de Justiça do Conselho Privado, onde atuam também os membros da Suprema Corte, é a mais alta instância judiciário do Reino Unido, dos países da Comunidade das Nações e dos territórios ultramarinos.

## Sistema partidário
Na prática, o Reino Unido é governado por um sistema bipartidário, os dois principais partidos são o Partido Conservador e o Partido Trabalhista. Há ainda a forte atuação do Partido Liberal Democrata.
O Partido Conservador foi fundado em 1834 sob aspiração do extinto partido Tory, este último fundado em 1678. O Liberal, por sua vez, foi fundado em 1859 como dissidência do partido Whig, rival histórico do partido Tory. O Partido Liberal Democrata foi criado em 1988 por um grupo dissidente dos Liberais e Social-Democratas. Ambos, Liberais e Social-democratas, disputaram eleições sob a coligação SDP-Aliança Liberal durante muitos anos. O Partido Liberal foi um dos dois partidos dominantes (ao lado do Conservador) de sua fundação até a década de 1920, quando experimentou um declínio e foi superado nas urnas pelo Partido Trabalhista. Desde 1924, quando da formação do primeiro governo trabalhista, o Partido Liberal perdeu grande número de intenções de voto no país.
Outros partidos são permitidos no Reino Unido, contudo, estes não são bem-sucedidos em todas eleições e geralmente não conseguem representantes no Parlamento. Dentre estes menores partidos, destaca-se o Partido Independente do Reino Unido, mais conhecido pela sigla em inglês UKIP. O UKIP possui 13 representantes no Parlamento Europeu e na Câmara dos Lordes e um número razoável de conselheiros locais. O UKIP, como é conhecido, tornou-se um partido alternativo emergente dentre alguns grupos eleitorais. Suas propostas estão fundadas em Imigração e defende a saída do Reino Unido da União Europeia.

## Política externa

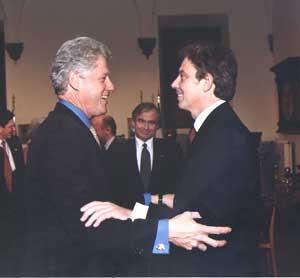
Os governos de Bill Clinton (à esquerda) e Tony Blair (à direita), em 1998, experimentaram o estreitamento das relações entre o Reino Unido e os Estados Unidos, usualmente descritas como "relações especiais".

A política externa do Reino Unido é regulada pelo Foreign and Commonwealth Office e desenvolvida pelo Primeiro-ministro e outras agências de governo. Contudo, a Coroa, representada na pessoa do Monarca, canaliza a maior parte das funções diplomáticas, como reuniões de cúpula e visitas de Estado. A sede oficial do Departamento de Assuntos Externos é Whitehall, em Londres.
A Grã-Bretanha já ostentou a qualidade de superpotência mundial durante grande parte da história moderna ocidental, sobretudo após a expansão da Marinha Real, e influenciou grandemente o sistema financeiro mundial neste período. O auge da política externa britânico é o chamado Império Britânico, que se iniciou com o povoamento das colônias americanas, e veio a degradar-se após a Independência da Índia, na década de 1940. Nos tempos recentes, o Reino Unido é descrito como uma grande potência, sendo membro-fundador dos mais importantes organismos internacionais da atualidade.
O Reino Unido é membro das seguintes organizações internacionais:
- Agência de Energia Nuclear
- Agência Espacial Europeia
- Agência Internacional de Energia
- Banco Africano de Desenvolvimento (membro não regional)
- Banco Asiático de Desenvolvimento (membro não regional)
- Banco Caribenho de Desenvolvimento
- Banco de Compensações Internacionais
- Banco Europeu para a Reconstrução e o Desenvolvimento
- Banco Interamericano de Desenvolvimento
- Câmara do Comércio Internacional
- Clube de Paris
- Comitê Olímpico Internacional
- Comitê de Zangger
- Comunidade das Nações
- Confederação Sindical Internacional
- Conselho Ártico (membro observador)
- Conselho da Europa
- Conselho de Parceria Euro-Atlântico
- Conselho dos Estados Bálticos (membro observador)
- Corte Penal Internacional
- Fórum das Ilhas do Pacífico
- Fundo Monetário Internacional
- G-20, G-5, G7, G8 e G10
- Grupo Austrália
- Grupo Banco Mundial
  - Associação Internacional de Desenvolvimento
  - Agência Multilateral de Garantia de Investimento
  - Banco Internacional para a Reconstrução e Desenvolvimento
  - Corporação Financeira Internacional
- Grupo de Ação Financeira Internacional
- Grupo de Fornecedores Nucleares
- Iniciativa Cooperativa do Sudeste Europeu (membro observador)
- International Mobile Satellite Organization
- International Telecommunications Satellite Organization
- Interpol
- Movimento Internacional da Cruz Vermelha e do Crescente Vermelho
  - Federação Internacional das Sociedades da Cruz Vermelha e do Crescente Vermelho
- Organização das Nações Unidas
  - Agência Internacional de Energia Atômica
  - Agência das Nações Unidas de Assistência aos Refugiados da Palestina no Próximo Oriente
  - Alto-comissariado das Nações Unidas para os Refugiados
  - Conferência das Nações Unidas sobre o Comércio e Desenvolvimento
  - Conselho de Segurança das Nações Unidas
  - Forças das Nações Unidas para a Manutenção da Paz no Chipre
  - Fundo Internacional de Desenvolvimento Agrícola
  - Missão das Nações Unidas na República Democrática do Congo
  - Missão das Nações Unidas no Sudão
  - Organização da Aviação Civil Internacional
  - Organização das Nações Unidas para a Alimentação e Agricultura
  - Organização das Nações Unidas para a Educação, a Ciência e a Cultura
  - Organização das Nações Unidas para o Desenvolvimento Industrial
  - Organização Internacional do Trabalho
  - Organização Marítima Internacional
  - Organização Mundial da Propriedade Intelectual
  - Organização Mundial da Saúde
  - Organização Meteorológica Mundial
  - União Internacional de Telecomunicação
  - União Postal Internacional
- Organização do Tratado do Atlântico Norte
- Organização dos Estados Americanos (membro observador)
- Organização Europeia para a Pesquisa Nuclear
- Organização Hidrográfica Internacional
- Organização Internacional de Normalização
- Organização Internacional para as Migrações
- Organização Mundial das Alfândegas
- Organização Mundial do Comércio
- Organização para a Cooperação e Desenvolvimento Econômico
- Organização para a Proibição de Armas Químicas
- Organização para a Segurança e Cooperação na Europa
- Tribunal Permanente de Arbitragem
- União Interparlamentar

Apesar do Reino Unido não ser mais um dos membros da União Europeia, o país ainda integra o Banco Europeu de Investimentos.